# Oblast' di Donec'k
L'oblast' di Donec'k (in ucraino Донецька область?, Donec'ka oblast'; in russo Донецкая область?, Doneckaja oblast') è una delle 24 regioni dell'Ucraina. Il capoluogo de iure è Donec'k, mentre altre città importanti sono Slov"jans'k, Horlivka, Kramators'k, Makiïvka, Mariupol', Jenakijeve, Čystjakove, Rodyns'ke. Parte del territorio dell'oblast' è dal 2014 sotto il controllo dell'autoproclamata Repubblica Popolare di Doneck, annessa dalla Russia nel settembre del 2022.

## Storia
Prima dell'istituzione dell'oblast' di Donec'k, sul suo territorio vi erano tre distretti (okruga) dal 1923 al 1930. Il  governatorato di Donec'k fu soppresso nel 1925. 
Come parte della Repubblica Socialista Sovietica Ucraina, l'oblast' di Donec'k fu fondata il 2 luglio 1932 da uno scorporo delle oblast' di Charkiv, di Dnipropetrovs'k e di una serie di rajon che erano sotto l'amministrazione diretta di Charkiv (allora capitale della Repubblica Socialista Sovietica Ucraina). Artemivs'k fu il centro amministrativo dell'oblast' fino al 16 luglio 1932, quando la città di Stalino (oggi Donec'k) assunse il ruolo. Fino al 1938, l'oblast' di Donec'k comprendeva i territori delle attuali Luhans'k e Donec'k. Nel giugno 1938 fu divisa in oblast' di Stalino e oblast' di Vorošilovgrad (attuale Luhans'k).
Durante l'occupazione della Germania nazista, dall'autunno 1941 all'autunno 1943, l'oblast' di Donec'k era conosciuta come oblast' di Juzivka (nome nativo della città di Donec'k).
Come parte della destalinizzazione nell'Unione Sovietica, nel 1961 la città di Stalino e la sua oblast' furono ribattezzate in Donec'k.
Il 7 aprile 2014, a seguito della crisi della Crimea del 2014, i separatisti filo-russi dichiararono l'indipendenza dall'Ucraina e tennero un referendum per sancirla il successivo 11 maggio. A ciò fece seguito la guerra del Donbass. Con Donec'k de facto sotto il controllo della Repubblica Popolare di Doneck, come buona parte del territorio dell'oblast', le sedi amministrative della regione sono state trasferite prima a Mariupol' e quindi a Kramators'k.

## Economia
L'oblast' di Donec'k è la regione economicamente più sviluppata dell'Ucraina, soprattutto grazie alla proprie miniere di carbone e alla produzione di acciaio.

## Geografia antropica

### Suddivisioni amministrative dopo il 2020
L'oblast' è suddivisa in 8 distretti amministrativi. Si compone di 52 città, di 131 paesi e di 1 124 villaggi 

#### Distretti
| Distretto                | Capoluogo   |
| ------------------------ | ----------- |
| Distretto di Bachmut     | Bachmut     |
| Distretto di Donec'k     | Donec'k     |
| Distretto di Horlivka    | Horlivka    |
| Distretto di Kal'mius'ke | Kal'mius'ke |
| Distretto di Kramators'k | Kramators'k |
| Distretto di Mariupol'   | Mariupol'   |
| Distretto di Pokrovs'k   | Pokrovs'k   |
| Distretto di Volnovacha  | Volnovacha  |

### Suddivisioni amministrative fino al 2020
L'oblast' era suddivisa in 18 distretti amministrativi. Si componeva di 28 comuni, 52 città, 131 paesi e più di 1 124 villaggi.
L'amministrazione locale dell'oblast' è controllata dalla Donec'kaja Oblast' Rada. Il governatore dell'oblast' è il capo dell'amministrazione dell'oblast' di Donec'k, nominato dal presidente dell'Ucraina.

#### Distretti
| #     | Distretto o Città             | Distretto o città (lingua ucraina) | Superficie (km²)           | Popolazione (1º dicembre 2001) | Densità (persone per km²)  | Capoluogo                  | Capoluogo (lingua ucraina) |                            |
| ----- | ----------------------------- | ---------------------------------- | -------------------------- | ------------------------------ | -------------------------- | -------------------------- | -------------------------- | -------------------------- |
| co    | Donec'k (Донецька область)    | Donec'k (Донецька область)         | Donec'k (Донецька область) | Donec'k (Донецька область)     | Donec'k (Донецька область) | Donec'k (Донецька область) | Donec'k (Донецька область) | Donec'k (Донецька область) |
| Rajon |                               |                                    |                            |                                |                            |                            |                            |                            |
| 1     | Distretto di Amvrosiïvka      | Амвросіївський район               | 1.455                      | 55.072                         | 38                         | Amvrosiïvka                | Амвросіївка                |                            |
| 2     | Distretto di Bachmut          | Бахмутський район                  | 1.687                      | 53.866                         | 32                         | Bachmut                    | Бахмут                     |                            |
| 3     | Distretto di Velyka Novosilka | Великоновосілківський район        | 1.901                      | 49.272                         | 26                         | Velyka Novosilka           | Велика Новосілка           |                            |
| 4     | Distretto di Volnovacha       | Волноваський район                 | 1.848                      | 92.630                         | 50                         | Volnovacha                 | Волноваха                  |                            |
| 5     | Distretto di Volodars'ke      | Володарський район                 | 1.221                      | 31.169                         | 26                         | Volodars'ke                | Володарське                |                            |
| 6     | Distretto di Dobropillja      | Добропільський район               | 949                        | 20.482                         | 22                         | Dobropillja                | Добропілля                 |                            |
| 7     | Distretto di Kostjantynivka   | Костянтинівський район             | 1.172                      | 21.032                         | 18                         | Kostjantynivka             | Костянтинівка              |                            |
| 8     | Distretto di Pokrovs'k        | Покровський район                  | 1.316                      | 37.384                         | 28                         | Pokrovs'k                  | Покровськ                  |                            |
| 9     | Distretto di Lyman            | Лиманський районн                  | 1.018                      | 24.781                         | 24                         | Lyman                      | Лиман                      |                            |
| 10    | Distretto di Mar"ïnka         | Мар'їнский район                   | 1.350                      | 38.861                         | 29                         | Mar"ïnka                   | Мар'їнка                   |                            |
| 11    | Distretto di Novoazovs'k      | Новоазовський район                | 1.000                      | 22.883                         | 23                         | Novoazovs'k                | Новоазовськ                |                            |
| 12    | Distretto di Oleksandrivka    | Олександрівський район             | 1.010                      | 29.241                         | 29                         | Oleksandrivka              | Олександрівка              |                            |
| 13    | Distretto di Manhuš           | Першотравневий район               | 792                        | 90.434                         | 114                        | Manhuš                     | Мангуш                     |                            |
| 14    | Distretto di Slov"jans'k      | Слов'янський район                 | 1.274                      | 39.165                         | 31                         | Slov"jans'k                | Слов'янськ                 |                            |
| 15    | Distretto di Starobeševe      | Старобешівський район              | 1.255                      | 56.048                         | 45                         | Starobeševe                | Старобешеве                |                            |
| 16    | Distretto di Bojkivs'ke       | Бойківський район                  | 1.340                      | 35.058                         | 26                         | Tel'manove                 | Тельманове                 |                            |
| 17    | Distretto di Šachtars'k       | Шахтарський район                  | 1.194                      | 23.570                         | 20                         | Šachtars'k                 | Шахтарськ                  |                            |
| 18    | Distretto di Jasynuvata       | Ясинуватський район                | 809                        | 30.165                         | 37                         | Jasynuvata                 | Ясинувата                  |                            |
| Città |                               |                                    |                            |                                |                            |                            |                            |                            |
| a     | Avdiïvka                      | Авдіївка                           | 29                         | 37.210                         | 1.283                      |                            |                            |                            |
| b     | Bachmut                       | Бахмут                             | 74                         | 113.360                        | 1.532                      |                            |                            |                            |
| c     | Vuhledar                      | Вугледар                           | 5                          | 17.440                         | 3.488                      |                            |                            |                            |
| d     | Horlivka                      | Горлівка                           | 422                        | 314.660                        | 746                        |                            |                            |                            |
| e     | Debal'ceve                    | Дебальцеве                         | 38                         | 52.214                         | 1.374                      |                            |                            |                            |
| f     | Čystjakove                    | Чистякове                          | 62                         | 87.024                         | 1.404                      |                            |                            |                            |
| g     | Myrnohrad                     | Мирноград                          | 23                         | 55.815                         | 2.427                      |                            |                            |                            |
| h     | Dobropillja                   | Добропілля                         | 20                         | 71.695                         | 3.585                      |                            |                            |                            |
| i     | Dokučajevs'k                  | Докучаєвськ                        | 119                        | 25.265                         | 212                        |                            |                            |                            |
| j     | Donec'k                       | Донецьк                            | 571                        | 1.033.424                      | 1.810                      |                            |                            |                            |
| k     | Družkivka                     | Дружківка                          | 47                         | 74.901                         | 1.594                      |                            |                            |                            |
| l     | Jenakijeve                    | Єнакієве                           | 425                        | 161.535                        | 380                        |                            |                            |                            |
| m     | Ždanivka                      | Жданівка                           | 2                          | 14.793                         | 7.397                      |                            |                            |                            |
| n     | Chrestivka                    | Хрестівка                          | 7                          | 30.910                         | 4.416                      |                            |                            |                            |
| o     | Kostjantynivka                | Костянтинівка                      | 66                         | 95.111                         | 1.441                      |                            |                            |                            |
| p     | Kramators'k                   | Краматорськ                        | 356                        | 216.162                        | 607                        |                            |                            |                            |
| q     | Lyman                         | Лиман                              | 192                        | 29.610                         | 154                        |                            |                            |                            |
| r     | Pokrovs'k                     | Покровськ                          | 39                         | 83.251                         | 2.135                      |                            |                            |                            |
| s     | Makiïvka                      | Макіївка                           | 426                        | 432.830                        | 1.016                      |                            |                            |                            |
| t     | Mariupol'                     | Маріуполь                          | 244                        | 514.548                        | 2.109                      |                            |                            |                            |
| u     | Novohrodivka                  | Новогродівка                       | 6                          | 17.473                         | 2.912                      |                            |                            |                            |
| v     | Selydove                      | Селидове                           | 108                        | 62.589                         | 580                        |                            |                            |                            |
| w     | Slov"jans'k                   | Словянськ                          | 74                         | 146.585                        | 1.981                      |                            |                            |                            |
| x     | Snižne                        | Сніжне                             | 189                        | 82.609                         | 437                        |                            |                            |                            |
| y     | Čystjakove                    | Чистякове                          | 105                        | 95.632                         | 911                        |                            |                            |                            |
| z     | Charcyz'k                     | Харцизьк                           | 207                        | 114.105                        | 551                        |                            |                            |                            |
| aa    | Šachtars'k                    | Шахтарськ                          | 51                         | 71.658                         | 1.405                      |                            |                            |                            |
| bb    | Jasynuvata                    | Ясинувата                          | 19                         | 37.552                         | 1.976                      |                            |                            |                            |